# American Journal of Primatology
American Journal of Primatology — ежемесячный, рецензируемый научный журнал, официальное издание Американского общества приматологов. Впервые опубликовано в 1981 году и охватывает тему приматологии, поведенческой экологии, биологию охраны природы, эволюционную биологию, демографию, физиологию, эндокринологию, генетику и психобиологию приматов. Журнал также публикует ежегодные программы собраний общества. Шеф-редактор Карен Бейлз (Калифорнийский университет в Дейвисе).
Издание публикует оригинальные исследования, обзорные статьи, рецензии, комментарии к пленарным заседаниям. По данным Journal Citation Reports на 2020 год, журнал имеет импакт-фактор в 2, 371 и занимает 35-е место из 175 журналов в категории «Зоология».